# Championnat de Macao de football 2007
Navigation
Saison précédente Saison suivante
La saison 2007 du Championnat de Macao de football est la cinquante-huitième édition du Campeonato da Primeira Divisão, le championnat de première division à Macao. Les dix meilleures équipes macanaises sont regroupées au sein d’une poule unique où elles s’affrontent deux fois au cours de la saison. En fin de saison, pour permettre le retour à un championnat à huit clubs, les trois derniers du classement sont relégués et remplacés par la meilleure équipe de deuxième division. L'équipe de Macao des moins de 19 ans est protégée de la relégation jusqu'en 2009, le temps pour elle de préparer le tournoi de football des Jeux de l'Asie de l'Est de 2009.
C'est le tenant du titre, le Grupo Desportivo de Lam Pak qui est à nouveau sacré cette saison après avoir terminé en tête du classement, avec un seul point d'avance sur l'un des promus, Vong Chiu et six sur Va Luen. Il s’agit du huitième titre de champion de Macao de l’histoire du club.

## Les clubs participants
- Grupo Desportivo de Lam Pak
- Clube Desportivo Monte Carlo
- PSP Macao
- Vong Chiu - Promu de Segunda Divisão
- Keong Sai - Promu de Segunda Divisão
- Heng Tai
- Kuan Tai
- Va Luen
- Kin Chong
- Macao U19

## Compétition
Le barème utilisé pour établir le classement est le suivant :
- Victoire : 3 points
- Match nul : 1 point
- Défaite : 0 point

### Classement
| Rang | Équipe                       | Pts | J  | G  | N | P  | Bp | Bc | Diff |
| ---- | ---------------------------- | --- | -- | -- | - | -- | -- | -- | ---- |
| 1    | Grupo Desportivo de Lam PakT | 46  | 18 | 15 | 1 | 2  | 63 | 10 | +53  |
| 2    | Vong ChiuP                   | 45  | 18 | 14 | 3 | 1  | 82 | 19 | +63  |
| 3    | Va Luen                      | 40  | 18 | 13 | 1 | 4  | 45 | 21 | +24  |
| 4    | Clube Desportivo Monte Carlo | 36  | 18 | 11 | 3 | 4  | 56 | 24 | +32  |
| 5    | Heng Tai                     | 23  | 18 | 7  | 2 | 9  | 29 | 36 | -7   |
| 6    | PSP MacaoC                   | 22  | 18 | 6  | 4 | 8  | 25 | 24 | +1   |
| 7    | Macao U19                    | 21  | 18 | 7  | 0 | 11 | 31 | 35 | -4   |
| 8    | Kin Chong                    | 19  | 18 | 6  | 1 | 11 | 39 | 66 | -27  |
| 9    | Kuan Tai                     | 10  | 18 | 3  | 1 | 14 | 24 | 74 | -50  |
| 10   | Keong SaiP exclu             | 0   | 18 | 0  | 0 | 18 | 4  | 89 | -85  |

|  | Champion de Macao 2007                                                              |
|  | Relégation directe en Segunda Divisão                                               |
|  | Exclusion du championnat en cours de saison                                         |
|  | T : Tenant du titre C : Vainqueur de la Coupe de Macao P : Promu de Segunda Divisão |

- Keong Sai est exclu du championnat après la 10e journée, le club ne pouvant plus présenter assez de joueurs pour pouvoir débuter une rencontre. Les matchs restants à disputer sont perdus 0-3.

## Bilan de la saison
| Championnat de Macao de football 2007 |                                        |
| Champion                              | Grupo Desportivo de Lam Pak (8e titre) |
| Coupes et trophées                    |                                        |
| Vainqueur de la Coupe de Macao 2007   | PSP Macao                              |
| Qualifications continentales          |                                        |
| Coupe du président de l'AFC 2008      | Aucun                                  |
| Promotions et relégations             |                                        |
| Promus en Primeira Divisão            | Hoi Fan                                |
| Relégués en Segunda Divisão           | Kin Chong                              |
| Relégués en Segunda Divisão           | Kuan Tai                               |
| Relégués en Segunda Divisão           | Keong Sai                              |